# Chisocheton aenigmaticus
Chisocheton aenigmaticus là một loài thực vật có hoa trong họ Meliaceae. Loài này được Mabb. mô tả khoa học đầu tiên năm 1979.